# Албена Вачева
Албена Кирилова Вачева e българска литературна историчка и критичка, професор по българска литература в Югозападния университет „Неофит Рилски“ в Благоевград.

## Биография
Родена е на 22 октомври 1962 г. в Мелник като Албена Кирилова Терзиева. От 1969 г. живее в София. Завършва българска филология и културология в Софийския университет „Климент Охридски“ (1986).
Доктор по литературознание с дисертация на тема „Особености на драматичното самосъзнание и структура на лирическия изказ в съвременната българска поезия на 70-те и 80-те години“ (1996), доктор на науките по филология (2013), с докторат на тема „Жените писателки в българската литература през първата половина на ХХ век: Идеологии на публичността и стратегии на писането“.
Хоноруван асистент (1993-1994), асистент (1994-1996), главен асистент (1996-2004), доцент (2004) и професор (2020) по българска литература в Югозападния университет „Неофит Рилски“ в Благоевград. Инициатор за създаването и ръководител на Лабораторията по история на българската литература в ЮЗУ „Неофит Рилски“ (2004-).
Автор на проекта „Рефлексиите на модерността в българската литература и култура“ (2002). Координатор на проекта на Литернет и Народната библиотека „Св. св. Кирил и Методий“ „Електронно публикуване и стандарти“ (2003), довел до първата българска стандартизация на академичното цитиране. Ръководител на проекта „Литературни истории. Критическа рецепция – 1878-1900“ (2004-2006). Участник в българо-полския проект „Жените в обществения дискурс на България и Полша (Литература, изкуство, медии)“ (2006-2008) и българо-македонския проект „Представи за пола в балканските литератури и култури“ (2006-2008).
Зам.-главен редактор на електронно списание „LiterNet“ (от 2004). Създател на рубриката „Нова хуманитаристика“ (2004-2005), автор на проекта „Неприспособимите. Поезията на 80-те“ (2004) (съвместно с Георги Чобанов) и на „Литературата – виртуални срещи“ (2006).
Член на Академичния кръг по сравнително литературознание (от 2005). От 2015 г. членува в Българската асоциация на университетските жени (БАУЖ).
Преподавател в Университета „Мария Склодовска-Кюри“ в Люблин, Полша (2006-2011).
Публикува редица студии и статии в специализирани български и международни издания по въпросите на литературната теория и история, сред които студии върху Мара Белчева, Екатерина Ненчева, Магда Петканова, Яна Язова, Мария Грубешлиева, Анна Каменова...

### Монографии
- 2024 – (в съавторство с Николай Папучиев) Фигури на прехода в България (Медии, публики, популярна култура). София: Кралица Маб, 394 с. (ISBN 978-954-533-212-8)
- 2017 – Социализмът: Памет и разказ, Благоевград: УИ „Неофит Рилски“ (ISBN 978-954-00-0122-7)
- 2014 – Очеркът в модерната българска литература, Благоевград: УИ „Неофит Рилски“ (ISBN 978-954-680-933-9)
- 2013 – В периферията на канона. Българските писателки от първата половина на ХХ век, София: Просвета (ISBN 978-954-01-2831-3)
- 2002 – Под знака на модерността, София: Полис (ISBN 954-91011-6-9)

### Съставителство и редакция
- П. К. Яворов: Критически силуети 1901-1910. (съсъставител: Цветан Ракьовски). Варна: LiterNet, 2002 (ISBN 954-90966-6-1)
- редактор и съставител (съвместно с Георги Чобанов и Йордан Ефтимов) на „Култура и критика“ (4 тома, 2003-2006)
  - Култура и критика I. Критически зигзаги. Варна: LiterNet, 2002 (ISBN 954-90966-4-5)
  - Култура и критика II. Прочити на традицията. Варна: LiterNet, 2003 (ISBN 954-90966-5-3)
  - Култура и критика III. Краят на модерността?. (съсъставител: Георги Чобанов) Варна: LiterNet, 2004 (ISBN 954-304-013-3)[2]
  - Култура и критика IV. Идеологията - начин на употреба. (съсъставители: Йордан Ефтимов, Георги Чобанов) Варна: LiterNet, 2006 (ISBN 954-304-173-3)
- Литература в дискусия. Сборник публични лекции. (съсъставители: Елена Тачева, Роман Хаджикосев) Варна: LiterNet, 2005 (ISBN 954-304-164-4)
- Литература в дискусия II. Сборник публични лекции. (съсъставители: Елена Тачева, Роман Хаджикосев) Варна: LiterNet, 2006 (ISBN 954-304-234-9)
- Литературата - виртуални срещи. Варна: LiterNet, 2006 (ISBN 954-304-260-8)
- редактор (съвместно с Николай Аретов) на второто издание на „Библиотека „Български писатели“ (2003-2004)
- съставител и редактор на изданието Модерната география на културата. Варна: LiterNet, 2006 (ISBN 954-304-189-X)
- редактор (съвместно с Цветан Ракьовски) на Неканоничната българска литература. Ч.1. Благоевград: УИ „Неофит Рилски“, 2009, 318 с. (ISBN 978-954-680-577-5)[3] и на Неканоничната българска литература. Ч.2. Благоевград: УИ ЮЗУ „Н. Рилски“, 2010, 425 с. (ISBN 978-954-680-704-5)[4]
- Podroz z nieznajoma. 33 wspolczesne opowiadania bulgarskie. Rzeszow: Omnibus Press, 2012, 293 с. (ISBN 978-83-933700-1-6)
- Жената – грешната и святата (Сборник с текстове на български писателки от първата половина на ХХ век), Благоевград: УИ „Неофит Рилски“, 2013 (ISBN 978-954-680-893-6)
- Мара Белчева. Поезия. Т. І. Съст. Милена Кирова. (Албена Вачева – автор на бележките и на коментара към тях). София: Кибеа, 2017 (ISBN 954-474-728-2)

### По-важни публикации в периодиката
- „Международни конвенции за цитиране на източници от интернет“, Електро* Мара Белчева. Проза и преводи. Т. ІІ. Съст. Милена Кирова. (Албена Вачева – автор на бележките и на коментара към тях). София: Кибеа, 2017 (ISBN 954-474-729-9)

нно списание LiterNet, 18 май 2003, № 5-8 (42-45)
- „За знаците на господството“. – Годишник на Филологическия факултет на ЮЗУ. Т. 2, 2004, с.230-243.
- „Разписвайки града“. – сп. „Критика“, бр. 1-4/2004, стр. 77-84.
- „Бай Ганьо“: Неканонично“. – В: „Българската мяра в литературата“. Т. 4, 2004, стр. 131-149
- „Умният път е: с тяхното оръжие да се въоръжим... Модерният дебат за „родно“ и „чуждо“ през 30-те години на ХХ век“. – „Литературна мисъл“, 2005, № 1, с. 53-60.
- „Литературната историография: опит за биография“. – „Юбилеен славистичен сборник. Доклади от Международната славистична конференция по случай 10-годишнината от специалност Славянска филология в ЮЗУ“. Благоевград, 2005, с. 632-638.
- „Естетика и норма: Предизвикателства на идеологията“, LiterNet, 30 декември 2005, № 12 (73)
- „Жените и литературните институции“, сп. „Литературна мисъл“, 2007, № 2, с. 158-167, електронна публикация в LiterNet, 27 декември 2008, № 12 (109)
- „Езикът на културните стереотипи. Партийната пропаганда“. – В: „Политики на различието, езици на близостта“. Редактори В. Стефанов, Й. Тишева, Р. Божанкова. София: УИ „Св. Климент Охридски“, 2006, с. 248-266.
- „Невярващи в чудото: Поезията на Георги Рупчев“. – Годишник на Филологическия факултет на ЮЗУ. Т. 4, 2007.
- „Повярвай, майко, не проклинам, благославям...“: Магда Петканова (1900–1970)“. – В: „Неканоничната българска литература“. Т. 1. Благоевград: УИ „Неофит Рилски“, 2009, с.148-166
- „Далеч съм аз от жизнения пир...“: Екатерина Ненчева-Харизанова (1885–1920)“. – В: „Неканоничната българска литература“. Т. 1. Благоевград: УИ „Неофит Рилски“, стр. 103-118
- „Чуй, тихий извор е дълбок!“: Мара Белчева (1868-1937)“. – В: „Неканоничната българска литература“. Т. 1. Благоевград: УИ „Неофит Рилски“, стр. 65-79.
- „(Не)възможната история на българската женска литература“, Електронно списание LiterNet, 3 февруари 2009, № 2 (111).
- „Поезията на Магда Петканова – женското усъмняване и идеите на Родно изкуство“. – В: „Неслученият канон. Български писателки от Възраждането до Втората световна война“. София: Алтера, 2009, с. 375-396.
- „Жените: интимно пространство и социална легитимност“. – В: „Да опишеш жена... Българо-полски дискусии в годините на прехода“. София: ИЦ „Боян Пенев“, 2009, с.187-198
- „Защо сте тъй далечни, странници блестящи...“: Анна Каменова (1894–1972)“. – В: „Неканоничната българска литература“. Т. 2. Благоевград: УИ „Неофит Рилски“, 2010, с.160-184.
- „Днес знаем, няма път, но нека тръгнем пак!“: Яна Язова (1912–1974)“. – В: „Неканоничната българска литература“. Т. 2. Благоевград: УИ „Неофит Рилски“, 2010, с.250-280.